# حديقة الحيوان تسيطاو
تأسست حديقة الحيوان تسيطاو في مدينة تسيطاو (ساكسونيا) في عام 1965، ومنذ عام 1968 موقع 7 هكتار هي حديقة للحيوانات مغلقة. أصولها تعود إلى بداية القرن على الضميمة الغزلان وعلى قفص لطيور الغابات. يقع في حديقة الحيوان في ما يسمى حديقة وايناو، التي أنشئت في عام 1876 في نمط الحدائق الإنجليزية وما زال محفوظا في جوهرها.
‌